# The Ultra Zone
The Ultra Zone è il quinto album del chitarrista Steve Vai, uscito nel 1999. Si tratta del suo quinto LP, poiché Alien Love Secrets è un EP.

## Il disco
The Ultra Zone è strutturalmente simile al precedente album di Vai, Fire Garden, dato che la prima metà dell'album è costituita principalmente da strumentali, mentre la seconda metà soprattutto da brani cantati; comunque, al contrario di  Fire Garden, The Ultra Zone non è formalmente diviso in due "fasi".
The Ultra Zone è degno di nota per i suoi tributi a due chitarristi leggendari: Frank Zappa (nel brano "Frank"), e Stevie Ray Vaughan (nel brano "Jibboom").
Da sottolineare anche il fatto che questo è stato l'ultimo album in studio di Vai con materiale originale sino al 2005, anno che segna l'uscita di Real Illusions: Reflections; nel mentre, Vai aveva pubblicato svariate raccolte del suo materiale, così come un album dal vivo.
In questo disco sono da segnalare le partecipazioni di Koshi Inaba e Tak Matsumoto del gruppo giapponese B'z nel brano "Asian Sky".

## Tracce
Tutte le tracce sono state scritte da Steve Vai.
1. The Blood and Tears (strumentale) - 4:25
2. The Ultra Zone (strumentale) - 4:51
3. Oooo (strumentale) - 5:10
4. Frank (strumentale) - 5:08
5. Jibboom (strumentale) - 3:45
6. Voodoo Acid - 6:24
7. Windows to the Soul - 6:24
8. The Silent Within - 5:01
9. I'll Be Around - 4:56
10. Lucky Charms (strumentale) - 6:43
11. Fever Dream (strumentale) - 6:03
12. Here I Am - 4:12
13. Asian Sky - 5:34